# Championnats de France de natation en petit bassin 2006
Navigation
Édition 2005 Édition 2007
Les Championnats de France de natation en petit bassin 2006, la 3e édition, se tiennent du 1er au 3 décembre 2006 à Istres.
À cette occasion, 34 épreuves sont organisées au stade nautique de la ville, à parfaite parité entre les femmes et les hommes. Parmi ces épreuves, le 100 m 4 nages apparaît pour la première fois au programme pour les hommes comme pour les femmes. 
Programmé quelques jours seulement avant l'ouverture des Championnats d'Europe de natation 2006 en petit bassin (du 11 au 10 décembre 2006 à Helsinki  Finlande), ce rendez-vous annuel de la natation française accueille 356 nageurs (198 hommes et 158 femmes), issus de 114 clubs, dont l'élite des nageurs sélectionnés pour la Finlande.

## Bilan
Le chef de file de la natation française, Laure Manaudou a dominé cette compétition, avec l'obtention de huit titres (200, 400 et 800 m nage libre, 50 et 100 m dos, 100, 200 et 400 m 4 nages) et l'amélioration de cinq records de France (200 m nage libre, 100 m dos, 100, 200 et 400 m 4 nages). Titulaire de trente-quatre titres individuels de championne de France avant ces championnats, elle en totalise désormais quarante-deux et efface des tablettes Catherine Plewinski qui en compte quarante, conquis durant 9 saisons.
Chez les femmes, le 1er des records de France battus l'est le vendredi 1er décembre par Esther Baron, qui, en remportant pour la 3e année consécutive le titre du 200 m dos, améliore de 31/100e sa propre marque, établie le 11 décembre 2005 à Trieste lors des Championnats d'Europe.
Quant à Alena Popchanka, elle améliore d'un centième son propre record de France du 50 m papillon, établi le 22 janvier de cette année lors de l'étape allemande de la Coupe du monde.
Un seul record de France est battu chez les hommes, celui du 200 m nage libre par Fabien Gilot qui améliore de 4/100e la marque établie par Amaury Leveaux à Trieste lors des Championnats d'Europe. Fabien réussit un doublé en remportant également le titre de l'épreuve reine, le 100 m nage libre, devançant de 4/100e Alain Bernard.
Le spécialiste de la brasse, Hugues Duboscq après avoir remporté lors des 2 premières journées, les 100 et 200 m brasse, ne réussit pas le grand chelem qui semblait lui être promis en finissant 2e du 50 m brasse, devancé de 10/100e par le bordelais Marc Lafosse.

## Records de France battus
| Date              | Épreuve          | Nouveau détenteur | Nouveau temps | Ancien détenteur | Ancien temps  | Date             |
| ----------------- | ---------------- | ----------------- | ------------- | ---------------- | ------------- | ---------------- |
| 1er décembre 2006 | 200 m dos        | Esther Baron      | 2 min 06 s 51 | Esther Baron     | 2 min 06 s 82 | 11 décembre 2005 |
| 1er décembre 2006 | 100 m 4 nages    | Laure Manaudou    | 1 min 01 s 42 | Sophie de Ronchi | 1 min 01 s 87 | 6 avril 2006     |
| 2 décembre 2006   | 100 m dos        | Laure Manaudou    | 58 s 05       | Laure Manaudou   | 58 s 12       | 9 décembre 2005  |
| 2 décembre 2006   | 400 m 4 nages    | Laure Manaudou    | 4 min 33 s 73 | Cylia Vabre      | 4 min 39 s 74 | 11 décembre 2005 |
| 2 décembre 2006   | 50 m papillon    | Alena Popchanka   | 26 s 41       | Alena Popchanka  | 26 s 42       | 22 janvier 2006  |
| 2 décembre 2006   | 200 m nage libre | Laure Manaudou    | 1 min 54 s 93 | Solenne Figuès   | 1 min 55 s 04 | 28 décembre 2004 |
| 2 décembre 2006   | 200 m nage libre | Fabien Gilot      | 1 min 43 s 86 | Amaury Leveaux   | 1 min 43 s 90 | 11 décembre 2005 |
| 2 décembre 2006   | 200 m 4 nages    | Laure Manaudou    | 2 min 09 s 20 | Solenne Figuès   | 2 min 11 s 36 | 30 décembre 2002 |

## Podiums

### Hommes
| Épreuves   | Or                                   | Or               | Argent                               | Argent         | Bronze                               | Bronze         |
| ---------- | ------------------------------------ | ---------------- | ------------------------------------ | -------------- | ------------------------------------ | -------------- |
| Nage libre |                                      |                  |                                      |                |                                      |                |
| 50 m       | Alain Bernard CN Antibes             | 21 s 64          | Frédérick Bousquet CN Marseille      | 21 s 83        | Julien Sicot CS Clichy 92            | 22 s 25        |
| 100 m      | Fabien Gilot CN Marseille            | 47 s 66          | Alain Bernard CN Antibes             | 47 s 70        | Julien Sicot CS Clichy 92            | 48 s 28        |
| 200 m      | Fabien Gilot CN Marseille            | 1 min 43 s 86 RF | Amaury Leveaux Mulhouse ON           | 1 min 45 s 70  | Alain Bernard CN Antibes             | 1 min 46 s 43  |
| 400 m      | Nicolas Rostoucher Mulhouse ON       | 3 min 45 s 82    | Anthony Pannier CN Braud Saint-Louis | 3 min 47 s 99  | Guy-Noël Schmitt CN Cannes           | 3 min 51 s 37  |
| 1 500 m    | Nicolas Rostoucher Mulhouse ON       | 14 min 51 s 52   | Anthony Pannier CN Braud Saint-Louis | 14 min 53 s 66 | Guy-Noël Schmitt CN Cannes           | 15 min 03 s 34 |
| Papillon   |                                      |                  |                                      |                |                                      |                |
| 50 m       | Antoine Galavtine Sfo Courbevoie     | 23 s 79          | Clément Lefert Olympic Nice Natation | 24 s 56        | Mathieu Lacôme Olympic Nice Natation | 24 s 66        |
| 100 m      | Amaury Leveaux Mulhouse ON           | 52 s 40          | Frédérick Bousquet CN Marseille      | 53 s 06        | Christophe Lebon CN Antibes          | 53 s 28        |
| 200 m      | Christophe Lebon CN Antibes          | 1 min 56 s 58    | Pierre Roger CN Melun Val de Seine   | 1 min 56 s 98  | Joanes Hedel Dunkerque Natation      | 1 min 57 s 86  |
| Dos        |                                      |                  |                                      |                |                                      |                |
| 50 m       | Mathieu Lacôme Olympic Nice Natation | 25 s 13          | Camille Lacourt Canet 66 natation    | 25 s 33        | Simon Dufour Montpellier UC          | 26 s 02        |
| 100 m      | Pierre Roger CN Melun Val de Seine   | 53 s 27          | Benjamin Stasiulis Mulhouse ON       | 53 s 43        | Camille Lacourt Canet 66 natation    | 53 s 68        |
| 200 m      | Benjamin Stasiulis Mulhouse ON       | 1 min 54 s 48    | Pierre Roger CN Melun Val de Seine   | 1 min 55 s 88  | Simon Dufour Montpellier UC          | 1 min 57 s 54  |
| Brasse     |                                      |                  |                                      |                |                                      |                |
| 50 m       | Marc Lafosse Girondins de Bordeaux   | 27 s 92          | Hugues Duboscq CN Le Havre           | 28 s 02        | Paul-Louis Fouesnant Lyon Natation   | 28 s 66        |
| 100 m      | Hugues Duboscq CN Le Havre           | 59 s 35          | Marc Lafosse Girondins de Bordeaux   | 1 min 00 s 67  | Julien Nicolardot Mulhouse ON        | 1 min 01 s 39  |
| 200 m      | Hugues Duboscq CN Le Havre           | 2 min 09 s 63    | Julien Nicolardot Mulhouse ON        | 2 min 10 s 15  | Nicolas Miquelestorena ES Massy      | 2 min 13 s 13  |
| 4 nages    |                                      |                  |                                      |                |                                      |                |
| 100 m      | Christophe Soulier Montpellier UC    | 55 s 61          | Hugues Duboscq CN Le Havre           | 56 s 34        | Matthieu Madelaine CN Antibes        | 57 s 24        |
| 200 m      | Christophe Soulier Montpellier UC    | 2 min 00 s 44    | Joanes Hedel Dunkerque Natation      | 2 min 02 s 10  | Pierre Henri CN Melun Val de Seine   | 2 min 02 s 50  |
| 400 m      | Nicolas Rostoucher Mulhouse ON       | 4 min 11 s 53    | Pierre Henri CN Melun Val de Seine   | 4 min 12 s 91  | Anthony Pannier CN Braud Saint-Louis | 4 min 16 s 22  |

### Femmes
| Épreuves   | Or                                     | Or               | Argent                               | Argent        | Bronze                                          | Bronze        |
| ---------- | -------------------------------------- | ---------------- | ------------------------------------ | ------------- | ----------------------------------------------- | ------------- |
| Nage libre |                                        |                  |                                      |               |                                                 |               |
| 50 m       | Alena Popchanka CS Clichy 92           | 25 s 13          | Malia Metella Dauphins du TOEC       | 25 s 16       | Elsa N'Guessan CN Marseille                     | 25 s 44       |
| 100 m      | Malia Metella Dauphins du TOEC         | 54 s 27          | Aurore Mongel Mulhouse ON            | 54 s 88       | Elsa N'Guessan CN Marseille                     | 54 s 91       |
| 200 m      | Laure Manaudou Canet 66 natation       | 1 min 54 s 93 RF | Coralie Balmy Dauphins du TOEC       | 1 min 56 s 77 | Aurore Mongel Mulhouse ON                       | 1 min 57 s 77 |
| 400 m      | Laure Manaudou Canet 66 natation       | 3 min 59 s 66    | Alena Popchanka CS Clichy 92         | 4 min 01 s 43 | Sophie Huber CN Sarreguemines                   | 4 min 05 s 80 |
| 800 m      | Laure Manaudou Canet 66 natation       | 8 min 18 s 47    | Sophie Huber CN Sarreguemines        | 8 min 24 s 64 | Charlène Neufcœur Charleville-Mézières Natation | 8 min 28 s 90 |
| Papillon   |                                        |                  |                                      |               |                                                 |               |
| 50 m       | Alena Popchanka CS Clichy 92           | 26 s 41 RF       | Diane Bui-Duyet CN Calédoniens       | 26 s 49       | Camille Muffat Olympic Nice Natation            | 26 s 74       |
| 100 m      | Aurore Mongel Mulhouse ON              | 59 s 35          | Sophie de Ronchi ES Massy            | 1 min 00 s 11 | Magali Rousseau Canet 66 Natation               | 1 min 00 s 71 |
| 200 m      | Aurore Mongel Mulhouse ON              | 2 min 07 s 92    | Magali Rousseau Canet 66 Natation    | 2 min 13 s 72 | Léa Giraudon CN 95 Ézanville                    | 2 min 16 s 54 |
| Dos        |                                        |                  |                                      |               |                                                 |               |
| 50 m       | Laure Manaudou Canet 66 natation       | 27 s 61          | Diane Bui-Duyet CN Calédoniens       | 28 s 28       | Alison Léger AAS Sarcelles Natation 95          | 28 s 75       |
| 100 m      | Laure Manaudou Canet 66 natation       | 58 s 05 RF       | Esther Baron Canet 66 natation       | 1 min 00 s 84 | Alexiane Castel Dauphins du TOEC                | 1 min 01 s 17 |
| 200 m      | Esther Baron Canet 66 natation         | 2 min 06 s 51 RF | Laure Manaudou Canet 66 natation     | 2 min 08 s 14 | Alexiane Castel Dauphins du TOEC                | 2 min 10 s 42 |
| Brasse     |                                        |                  |                                      |               |                                                 |               |
| 50 m       | Anne-Sophie Le Paranthoën CN Marseille | 31 s 73          | Fanny Garruchet Tarbes Nautic Club   | 32 s 79       | Fanny Babou CNS Saint-Esthèphe                  | 33 s 02       |
| 100 m      | Anne-Sophie Le Paranthoën CN Marseille | 1 min 08 s 33    | Camille Muffat Olympic Nice Natation | 1 min 09 s 08 | Fanny Babou CNS Saint-Esthèphe                  | 1 min 10 s 02 |
| 200 m      | Coralie Dobral Canet 66 Natation       | 2 min 28 s 62    | Fanny Babou CNS Saint-Esthèphe       | 2 min 29 s 33 | Justine Jaubert AC Hyères                       | 2 min 33 s 03 |
| 4 nages    |                                        |                  |                                      |               |                                                 |               |
| 100 m      | Laure Manaudou Canet 66 natation       | 1 min 01 s 42 RF | Camille Muffat Olympic Nice Natation | 1 min 01 s 44 | Cylia Vabre Lyon Natation                       | 1 min 02 s 85 |
| 200 m      | Laure Manaudou Canet 66 natation       | 2 min 09 s 20 RF | Camille Muffat Olympic Nice Natation | 2 min 11 s 71 | Cylia Vabre Lyon Natation                       | 2 min 13 s 98 |
| 400 m      | Laure Manaudou Canet 66 natation       | 4 min 33 s 73 RF | Cylia Vabre Lyon Natation            | 4 min 41 s 54 | Charlène Neufcœur Charleville-Mézières Natation | 4 min 41 s 60 |

Légende : RF : record de France